# Jørl
Jørl, Hjørdel (dansk) eller Jörl (tysk) er en landsby og kommune beliggende på gesten få km sydvest for Flensborg i Sydslesvig. Administrativt hører kommunen under Slesvig-Flensborg kreds i den tyske delstat Slesvig-Holsten. Kommunen samarbejder på administrativt plan med andre kommuner i omegnen i Eggebæk kommunefællesskab (Amt Eggebek). Landsbyen er sogneby i Jørl Sogn (Hjørdel Sogn). Sognet lå i Ugle Herred (Flensborg Amt), da Slesvig var dansk indtil 1864.

## Geografi
Til kommunen hører landsbyerne Sore Jørl (Großjörl), Lille Jørl (også Jørl Kirke, Kleinjörl), Povlsgab (Paulsgabe), Rimmelsbjerg (Rimmelsberg), Rubøl eller Rugbøl (Rupel), Stiglund (Stieglund) og Søndermose (Südermoor). Den lille Jørl Å (Kirkebæk) er en biflod til Jerrisbæk, som efter få km udmunder i Trenen. Nord for kommunen ligger Eggebæk.
Jorden er let og sandet, med store hede- og mosestrækninger. Omkring Jørl findes desuden enkelte skove som Rubøl Skov. Blandt kommunens seværdigheder er det cirka 7 kvadratkilometer store klitområde ved Rimmelsbjerg (Rimmelsberg), hvorfra der er et fint udsigt over området (Rimmelsbjerg Klit). Rimmelsbjerg er den højeste punkt i sognet.

## Historie
Jørl/Hjørdel blev første gang nævnt i 1240 som Jorlum. I 1462 findes formen Iorle. Den Danske Atlas skriver Jordel. Navnet er afledt af olddansk iørul (svarende til oldnordisk jǫrvi) og betyder sand, grus, sandbanke. Navnet kan også tolkes som indhegnet mark, hvori hele byens hjord dreves ind om natten. Forleddet Ru- i Rubøl kan være et dyrenavn (oldnordisk hrútr≈vædder), et kaldenavn (Ruki) eller er afledt fra nordfrisisk ruuke (≈sandbunke).
Jørl Kirke er første gang nævnt 1240.

## Billeder
- Dansk jagtsten fra 1783 i Rubøl
- Rimmelsbjerg indlandsklit
- Krat i Lille Jørl